# Tracy, New Brunswick
Tracy är en ort i Kanada.   Den ligger i provinsen New Brunswick, i den sydöstra delen av landet, 700 km öster om huvudstaden Ottawa. Tracy ligger 35 meter över havet och antalet invånare är 611.
Terrängen runt Tracy är platt. Runt Tracy är det glesbefolkat, med 9 invånare per kvadratkilometer.. Närmaste större samhälle är Rusagonis, 14,8 km norr om Tracy. 
I omgivningarna runt Tracy växer i huvudsak blandskog.